# نوپسرها تیبتانا
نوپسرها تیبِتانا یک گونه سوسک از خانوادهٔ سوسک‌های شاخک‌دراز است. استفان فون برونینگ در سال ۱۹۴۸ این گونه را توصیف و بررسی کرد.